# Bučany
Bučany (ungarisch Bucsány) ist eine Gemeinde im Westen der Slowakei, mit 2380 Einwohnern (Stand 31. Dezember 2024). Die im Okres Trnava und Bezirk Trnavský kraj liegende Gemeinde ist zu 99 % slowakisch; konfessionell dominiert die römisch-katholische Kirche mit 95,8 % (Volkszählung 2001).

## Geographie
Die Gemeinde liegt im Hügelland Trnavská pahorkatina, das ein Teil des slowakischen Donautieflands ist. Beim Ort fließen die Flüsse Horná Blava und Dudváh zusammen. Bučany liegt neun Kilometer nordöstlich der Stadt Trnava.

## Geschichte

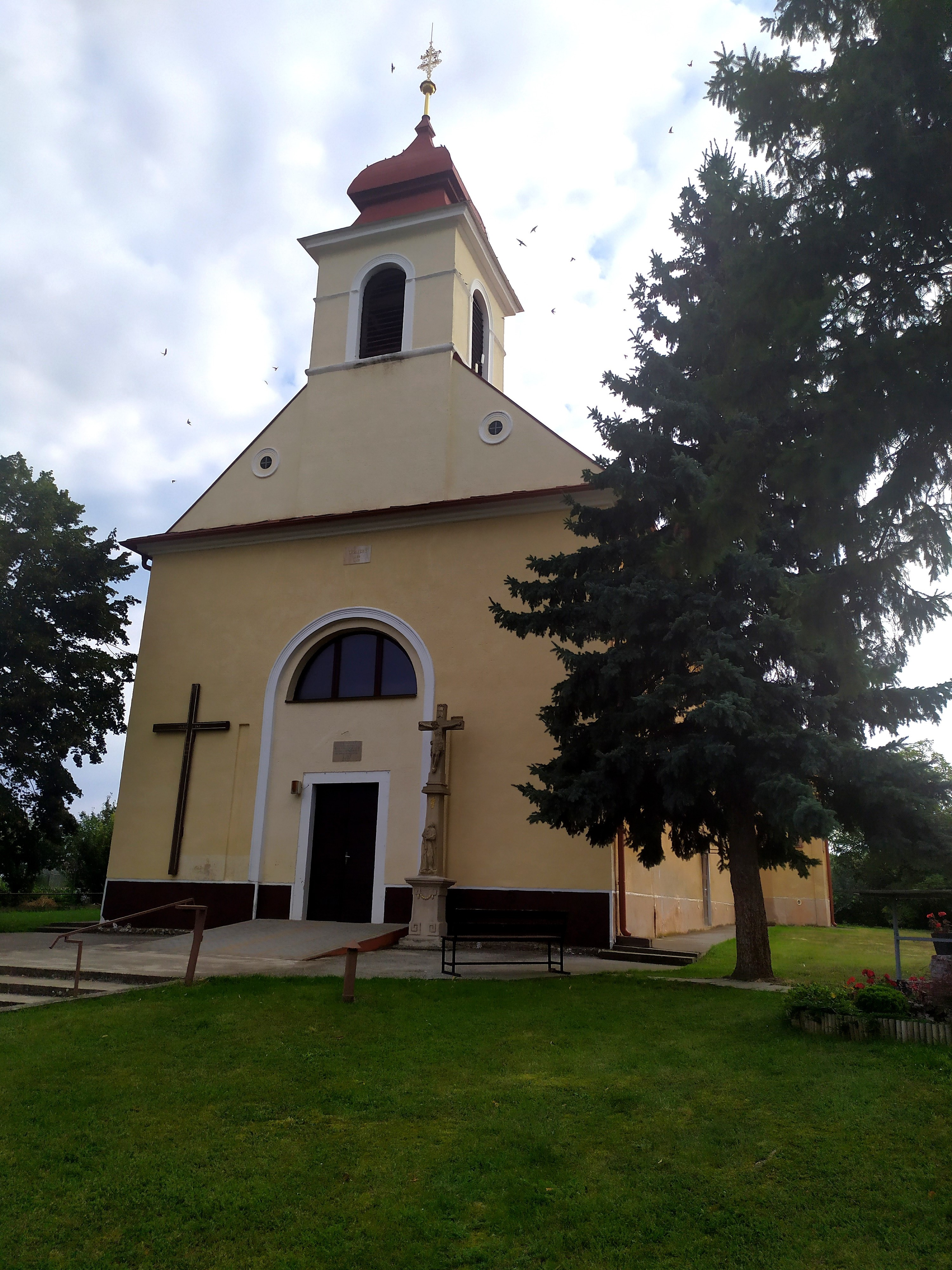
Margarethenkirche

Der Ort ist ein alter Siedlungsplatz, mit Funden der Lausitzer, Hallstatt- und Latènekultur. Des Weiteren ist Bučany Standort einer Kreisgrabenanlage.
Der Ort wurde zum ersten Mal 1258 schriftlich erwähnt. 1268 wurde der Ort vom König Béla IV. an die Söhne des Tyrnauer Schultheiß Cunta zugeeignet. 1289 wurde er zum Sitz der Familie Bucsányi; im Laufe der Jahrhunderte sind auch Familien Ocskay, Zay und Pongrácz vertreten.
1435 plünderten die angreifenden Hussiten das Dorf aus. 1828 hatte die Gemeinde 130 Häuser und 913 Einwohner, die überwiegend in Landwirtschaft beschäftigt waren. Bis 1892 teilte sich die Gemeinde auf einen oberen und einen unteren Teil (ungarisch Nagybucsány und Kisbucsány).

## Bevölkerung
| Jahr                | 1994 | 2004    | 2014    | 2024    |
| ------------------- | ---- | ------- | ------- | ------- |
| Anzahl der Personen | 2050 | 2157    | 2300    | 2380    |
| Unterschied         |      | +5,21 % | +6,62 % | +3,47 % |

| Jahr                | 2023 | 2024    |
| ------------------- | ---- | ------- |
| Anzahl der Personen | 2386 | 2380    |
| Unterschied         |      | −0,25 % |